# هربرت كلاين
هربرت كلاين (بالألمانية: Herbert Klein)‏ هو سباح ألماني، ولد في 25 مارس 1923 في فروتسواف في بولندا، وتوفي في 25 سبتمبر 2001 في ميونخ في ألمانيا.

## روابط خارجية
- هربرت كلاين على موقع الاتحاد الدولي للسباحة (الإنجليزية)
- هربرت كلاين على موقع أوليمبيديا (الإنجليزية)